# Superpuchar Bałtyku w piłce siatkowej mężczyzn
Superpuchar Bałtyku w piłce siatkowej mężczyzn – rozgrywki w piłce siatkowej organizowane przez Łotewski Związek Piłki Siatkowej (Latvijas volejbola federācija, LVF) w latach 2013-2015, a następnie od 2024 roku, w których rywalizują ze sobą najlepsze zespoły z Estonii i Łotwy. Turniej odbywa się przed początkiem rozgrywek ligowych. W każdej edycji uczestniczą po dwie drużyny z Estonii i Łotwy. Rozgrywki składają się z półfinałów, meczu o 3. miejsce i finału. W półfinałach przedstawiciele tego samego kraju spotykają się ze sobą.
Pierwszym zdobywcą Superpucharu Bałtyku został VK Biolars/Jelgava. Jak dotychczas klub ten jako jedyny wygrał to trofeum dwa razy.
W latach 2013-2014 tytularnym sponsorem był DB Schenker, w 2015 roku – Latvijas dzelzceļš, natomiast od 2024 roku – Fracht SIA.

## Historia
Pierwszy superpuchar krajów bałtyckich w piłce siatkowej zorganizowany został w dniach 28-29 września 2013 roku w Semigalskim Centrum Olimpijskim (Zemgales Olimpiskais centrs) w Jełgawie. Sponsorem tytularnym rozgrywek, podobnie jak ligi bałtyckiej, było przedsiębiorstwo DB Schenker. W rozgrywkach uczestniczyły cztery zespoły: mistrz Estonii Selver Tallinn, zdobywca Pucharu Estonii Pärnu VK, mistrz i zdobywca Pucharu Łotwy VK Biolars/Jelgava oraz wicemistrz Łotwy Poliurs/Ozolnieki. W ramach turnieju rozegrano półfinały, mecz o 3. miejsce i finał. W pierwszym półfinale Selver Tallinn pokonał w trzech setach Pärnu VK, w drugim natomiast VK Biolars/Jelgava okazał się lepszy od zespołu Poliurs/Ozolnieki, wygrywając również w trzech setach. W meczu o 3. miejsce Pärnu VK zwyciężył 3:1 z drużyną Poliurs/Ozolnieki. Superpuchar zdobył VK Biolars/Jelgava, który w finale w czterech setach pokonał Selver.
Druga edycja rozegrana została w dniach 27-28 września 2014 roku w Daugavas sporta nams w Rydze. Format rozgrywek był analogiczny jak w poprzednim roku. W turnieju wzięli udział: mistrz Estonii Bigbank Tartu, zdobywca Pucharu Estonii TTÜ, mistrz Łotwy RTU/Robežsardze oraz zdobywca Pucharu Łotwy VK Biolars/Jelgava. W półfinałach VK Biolars/Jelgava pokonał RTU/Robežsardze (3:2), natomiast TTÜ wygrał z Bigbankiem Tartu (3:2). Superpuchar zdobył zespół TTÜ, pokonując w finale VK Biolars/Jelgava 3:1. Trzecie miejsce zajął Bigbank Tartu.
Trzeci turniej o superpuchar krajów bałtyckich odbył się w dniach 17-18 października 2015 roku ponownie w Daugavas sporta nams. Nowym sponsorem tytularnym zawodów zostały koleje łotewskie (Latvijas dzelzceļš). W tej edycji uczestniczyli: mistrz i zdobywca Pucharu Estonii Pärnu VK, wicemistrz Estonii Bigbank Tartu, mistrz i zdobywca Pucharu Łotwy RTU/Robežsardze oraz wicemistrz Łotwy VK Biolars/Jelgava. W łotewskim półfinale lepszy okazał się VK Biolars/Jelgava, w estońskim półfinale natomiast triumfował Pärnu VK. Po raz drugi superpuchar zdobył VK Biolars/Jelgava. Na trzecim miejscu rozgrywki zakończył zespół RTU/Robežsardze.
W latach 2016-2023 superpuchar krajów bałtyckich nie był rozgrywany. Do rozgrywania tego turnieju powrócono w 2024 roku. Sponsorem tytularnym zostało przedsiębiorstwo Fracht SIA. Turniej odbył się w dniach 14-15 września w hali Arēna Rīga. Format rozgrywek nie zmienił się. W superpucharze uczestniczyły po dwie drużyny z Estonii i Łotwy, tj. Selver x TalTech, Bigbank Tartu, SK Jēkabpils Lūši oraz Robežsardze/Rīga. W pierwszym półfinale Bigbank Tartu pokonał w trzech setach Selver x TalTech, natomiast w drugim półfinale SK Jēkabpils Lūši wygrał w pięciu setach z drużyną Robežsardze/Rīga. W finale zwyciężył w trzech setach Bigbank Tartu, tym samym zdobył pierwszy w historii klubu superpuchar krajów bałtyckich. Trzecie miejsce zajął zespół Robežsardze/Rīga.

## Medaliści
| Edycja | Edycja | Miejsce | 1. miejsce                                           | Wynik | 2. miejsce                                   |                                                   | 3. miejsce | Wynik                                | 4. miejsce |
| ------ | ------ | ------- | ---------------------------------------------------- | ----- | -------------------------------------------- | ------------------------------------------------- | ---------- | ------------------------------------ | ---------- |
| 1.     | 2013   | Jełgawa | VK Biolars/Jelgava (Mistrz i zdobywca Pucharu Łotwy) | 3:1   | Selver Tallinn (Mistrz Estonii)              | Pärnu VK (Zdobywca Pucharu Estonii)               | 3:1        | Poliurs/Ozolnieki (Wicemistrz Łotwy) |            |
| 2.     | 2014   | Ryga    | TTÜ (Zdobywca Pucharu Estonii)                       | 3:1   | VK Biolars/Jelgava (Zdobywca Pucharu Łotwy)  | Bigbank Tartu (Mistrz Estonii)                    | 3:0        | RTU/Robežsardze (Mistrz Łotwy)       |            |
| 3.     | 2015   | Ryga    | VK Biolars/Jelgava (Wicemistrz Łotwy)                | 3:1   | Pärnu VK (Mistrz i zdobywca Pucharu Estonii) | RTU/Robežsardze (Mistrz i zdobywca Pucharu Łotwy) | 3:2        | Bigbank Tartu (Wicemistrz Estonii)   |            |
| 4.     | 2024   | Ryga    | Bigbank Tartu                                        | 3:0   | SK Jēkabpils Lūši                            | Robežsardze/Rīga                                  | 3:2        | Selver x TalTech                     |            |

## Bilans klubów
| Klub               | złoto | srebro | brąz |
| ------------------ | ----- | ------ | ---- |
| VK Biolars/Jelgava | 2     | 1      | 0    |
| Bigbank Tartu      | 1     | 0      | 1    |
| TTÜ                | 1     | 0      | 0    |
| Pärnu VK           | 0     | 1      | 1    |
| Selver Tallinn     | 0     | 1      | 0    |
| SK Jēkabpils Lūši  | 0     | 1      | 0    |
| Robežsardze/Rīga   | 0     | 0      | 2    |